# Мъри (Юта)
Вижте пояснителната страница за други значения на Мъри.
Мъри (на английски: Murray) е град в окръг Солт Лейк, щата Юта, САЩ. Мъри е с население от 34 024 жители (2000) и обща площ от 24,9 km². Намира се на 1311 m надморска височина. ЗИП кодът му е 84107, 84123, 84121, 84117, а телефонният му код е 385, 801.